# Francisco Rotundo
Francisco Rotundo (Buenos Aires, Argentina, 4 de noviembre de 1919 – ídem 26 de septiembre de 1997 ) fue un pianista, compositor y director de orquesta dedicado al género del tango.

## Vida personal
Nació en el barrio de Belgrano de la ciudad de Buenos Aires y su padre era tenía una importante empresa de la industria del papel, cuya conducción asumió el músico al fallecer aquel.
Desde niño tuvo inclinación por la música, estudió piano y obtuvo el título de profesor, con el que ejerció en distintos conservatorios.
Estuvo casado con la actriz y política Juanita Larrauri.

## Actividad profesional
A los 17 años formó su primer conjunto y en 1944 ganó un concurso de orquestas típicas que se organizó en el tradicional salón Palermo Palace, ubicado en Godoy Cruz entre Santa Fe y Cerviño y donde por aquellos años tocaba la orquesta de Ricardo Tanturi con sus cantores emblemáticos: Alberto Castillo y Enrique Campos.
Debutó con su orquesta en el club San José de Flores en los Carnavales de 1945, con el aporte del poeta Carlos Waiss en la presentación y glosas.
Durante 1947 actuó en el Café El Nacional, la llamada “Catedral del Tango” de la Avenida Corrientes, con gran éxito; su orquesta contaba con los arreglos musicales de su primer bandoneonista Enrique Rossi y en la línea de bandoneones hacía sus primeras armas en la profesión Luis Stazo, por entonces con 17 años. Los cantores  eran Horacio Quintana y Aldo Calderón.
Es por esto que Rotundo decidió que debía contratar a vocalistas de gran cartel y orientó su orquesta para darle el mayor lucimiento posible al cantor. Así a fines de 1948 convocó a Carlos Roldán –un cantante que se había formado junto a Francisco Canaro y que estaba en Montevideo- y en marzo de 1949 hace lo mismo con Mario Corrales, que había dejado la orquesta de Osmar Maderna. Corrales  permaneció un año con la orquesta, para luego pasar a la de Carlos Di Sarli, quien le cambió el nombre por el de Mario Pomar.
Luego de los carnavales de 1949, Floreal Ruiz en pleno éxito con Aníbal Troilo fue convencido para incorporarse a la orquesta de Rotundo con una propuesta de $ 100.000, parte de lo cual destinada indemnizar a Troilo y a la RCA Victor, y $ 3000 por mes (con Troilo ganaba $ 700) durante 40 meses.
En julio de ese año Floreal Ruiz dejó a Troilo y en octubre debutó con Rotundo permaneciendo con esta orquesta como su marca registrada hasta que el director la disolvió en 1957. La orquesta pasó de hacer tres shows por mes a más de veinte, en los mejores cabarés, al mismo tiempo que actuaba en la radio y registraba para Odeón unos 25 temas entre los cuales estaban éxitos discográficos como Un infierno del propio Francisco Rotundo y letra de Reynaldo Yiso, Melenita de oro de Samuel Linning, Infamia y Esclavas blancas, de Horacio Pettorossi, entre otros.
Otro impacto comercial de Rotundo fue cuando en 1952  contrató a Enrique Campos, un uruguayo que se había desempeñado por tres años en la orquesta de Ricardo Tanturi  imponiendo un estilo elegante, sutil, íntimo, quien tuvo con Rotundo una de las etapas más brillantes de su carrera. Enrique Campos grabó con Rotundo, entre otros grandes éxitos, temas como Por seguidora y por fiel de Celedonio Flores, Llorando la carta de Juan Fulginiti y Libertad de Felipe Mitre Navas. También a esa época pertenece el tema de Charlo y González Castillo, El viejo vals, que Campos y Ruiz interpretaron a dúo constituyéndose en uno de los grandes éxitos de la época.
En 1953 Julio Sosa se desvinculó de la orquesta Francini-Pontier y se incorporó a la orquesta de Rotundo percibiendo  $ 5000 por mes. El cantor estuvo dos años y logró lo que luego fue el estilo que lo impuso como solista y que lo llevó a la posición de ser una de las grandes voces del tango. Algunos de los éxitos grabados por Sosa con Rotundo fueron Dios te salve m'hijo,  Mala suerte, de Francisco Gorrindo, Bien bohemio, Levanta la frente, de Antonio Nápoli, que Agustín Magaldi había consagrado en su momento y Secretos y Justo el 31 de Enrique Santos Discépolo. Sosa dejó la orquesta porque tenía  algunas dificultades vocales que superó luego mediante una intervención quirúrgica y siempre recordó con afecto su paso por la orquesta.
A fines de 1955 ingresó a la orquesta el gran vocalista, Jorge Durán, quien en diciembre de ese año dejó grabados el vals Poema para mi madre y el tango Sus ojos se cerraron de Alfredo Le Pera.
Entre fines de 1956 y mediados de 1957 –varía la fecha según la fuente-  Alfredo Del Río dejó la orquesta dirigida por El violín romántico del tango, don Alfredo Gobbi -anteriormente había estado en la de Pedro Laurenz- tentado por un jugoso ofrecimiento económico de Rotundo, y pasa a integrar su orquesta compartiendo el escenario con Enrique Campos.
Con esta orquesta, Enrique Campos grabó, entre otros temas, Todavía estas a tiempo, Destino de flor, Nunca es tarde, Disfrazados, un tango de Antonio Tello que en la década de 1930 fue un gran éxito de Agustín Magaldi con el que Del Río logró una interpretación memorable de gran calidad vocal, y Dicha pasada, un tema de Guillermo Barbieri por entonces olvidado en los repertorios que, a partir de este registro, vuelve a tener vigencia. 
Finalmente incorporó por un breve lapso al cantor Roberto Argentino, quien solo grabó el tango, Qué tarde que has venido el 18 de septiembre de 1956.

## Disolución de la orquesta y retorno posterior
En 1957 Rotundo disolvió su orquesta y se dedicó a la conducción de la empresa familiar, que abandonó a fines de la década de 1960 para volver a la música y con su amigo Titi Rossi inauguró La Casa de Rotundo, ubicada primero en el barrio de Liniers y luego en Villa Luro, un local donde actuaron figuras estelares del tango entre los que estaban Jorge Casal, Carlos Roldán, Alfredo Del Río, Mario Bustos, Alfredo Dalton y el maestro Horacio Salgán.

## Labor como compositor
Como compositor logró un significativo éxito con el tango “Un infierno”, sobre letra de Reinaldo Yiso,  en las versiones de Floreal Ruiz y Alberto Morán, otras piezas fueron el tango instrumental Para florearse, Siempre tu voz, Rezongo malevo, Un cariño, Sin remordimiento y junto a Ernesto Rossi un tango dedicado al club de fútbol Estudiantes de La Plata.
Francisco Rotundo murió en Buenos Aires el 26 de septiembre de 1997.

## Valoración
Muy pocas orquestas lograron  en tan poco tiempo, apenas ocho años, la popularidad de Francisco Rotundo y si bien no alcanzó a consolidar un sello identificatorio en cuanto a "estilo", como otras típicas de la época, siempre lució compacta y enteramente al servicio de los cantores, importantes figuras como Floreal Ruiz, Enrique Campos y Julio Sosa que Rotundo seleccionó con acierto y respecto de quienes no escatimó atractivas ofertas económicas para obtenerlos. Sería justo desconocerle aportes musicales y esfuerzos honestos para brindar un espectáculo digno y respetuoso al que sus cantores siempre reconocieron maestría y hombría de bien.
Dice Abel Palermo de su orquesta:

”Una orquesta prolija, acompasada y por sobre todo al servicio del cantor, quien podía desarrollar cualquiera fuere su estilo, todo su potencial vocal, su personalidad, su fraseo, en una simbiosis que daba por resultado, una perfecta armonía entre la música y el canto."